# Zoltán Nagy
Pour les personnes ayant le même patronyme, voir Nagy.
Dans le nom hongrois Nagy Zoltán, le nom de famille précède le prénom, mais cet article utilise l’ordre habituel en français Zoltán Nagy, où le prénom précède le nom.
Zoltán Nagy est un footballeur hongrois né le 30 mars 1974 à Debrecen. Il est gardien de but. Il mesure 1,87 m et fait 82 kg.

## Carrière
- 1994-1995 :  Balmazújváros
- 1995-1996 :  Hajdúnánás
- 1997-1998 :  Debrecen VSC
- 1999-2000 :  Diósgyőri VTK
- 2000-2001 :  Hapoël Ramat Gan
- 2003-2004 :  Debrecen VSC
- 2004-2005 :  Alki Larnaca
- 2005-2006 :  Anorthosis Famagouste
- 2006-2007 :  Digenis Morphou
- 2007-2010 :  Anorthosis Famagouste
- 2010-2011 :  Doxa Katokopias
- 2011-2012 :  Omónia Aradíppou

## Palmarès
- Championnat de Chypre :
  - Champion en 2008 (Anorthosis Famagouste)
  - Vice-champion en 2010 (Anorthosis Famagouste)